# Gerry and the Pacemakers
Gerry and The Pacemakers (mit abweichenden Schreibweisen) war eine aus dem englischen Liverpool stammende Band in den 1960er Jahren, die dem Merseybeat angehörte. Ihre größten Hits waren Ferry Cross the Mersey, How Do You Do It, Don’t Let The Sun Catch You Crying, I Like It und You’ll Never Walk Alone.

## Geschichte

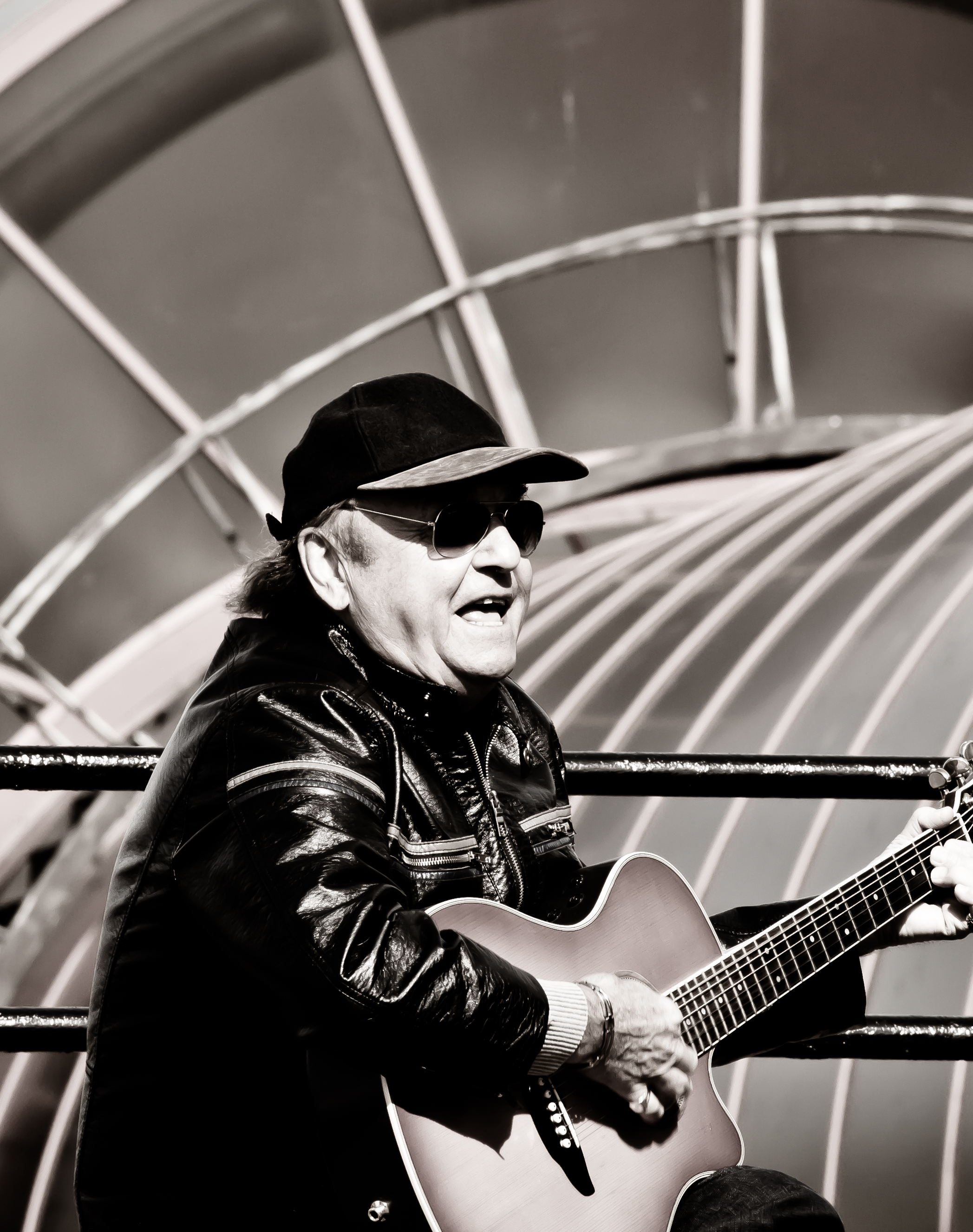
Gerry Marsden (2011)

Gerry Marsden (* 24. September 1942; † 3. Januar 2021) und sein Bruder Freddie (* 23. Oktober 1940; † 9. Dezember 2006) aus Liverpool gründeten die Band The Mars Bars. Mit der Wahl des Namens hofften sie auf Unterstützung durch einen bekannten Süßwarenhersteller; stattdessen drohte ihnen ein Verfahren, und sie änderten den Bandnamen in The Pacemakers. Weitere Mitglieder der Band wurden der Pianist Arthur Mack, der schon kurze Zeit später durch Les Maguire (* 27. Dezember 1941; † 25. November 2023) ersetzt wurde, und der Bassgitarrist Les Chadwick (eigentlich John Leslie Chadwick; * 11. Mai 1943; † 26. Dezember 2019).
Brian Epstein, der Manager der Beatles, nahm die Band Gerry and The Pacemakers, die wie die Beatles und andere Band bereits 1960 dem Bandmanager Larry Parnes vorgespielt hatte, als zweite Band unter Vertrag. Im Jahr 1963 war die Band mit Roy Orbison und The Beatles auf Tour in Großbritannien. Von 1964 bis 1966 hatten sie eine Reihe von Hits. Ihre ersten drei Singles How Do You Do It, I Like It und You’ll Never Walk Alone waren im Jahr 1963 alle Nummer 1 in Großbritannien. Sie wurden damit bis zum Durchbruch der Rolling Stones 1964 zu der wichtigsten Konkurrenz der Beatles in Großbritannien. Dass die ersten drei Singles eines Musikakts alle die Spitze der britischen Charts erreichten, gelang nach Gerry and The Pacemakers nur noch den ebenfalls aus Liverpool kommenden Frankie Goes to Hollywood rund 20 Jahre später. 1964 trat Gerry and the Pacemakers im Konzertfilm zur von Jan and Dean moderierten T.A.M.I. Show in Santa Monica gemeinsam mit Chuck Berry auf. Insbesondere das Cover des Musicalhits You’ll Never Walk Alone durch Gerry and The Pacemakers ist bis heute berühmt, in ihrer Version wurde es die inoffizielle Hymne des Fußballvereins FC Liverpool und zur offiziellen Hymne von Borussia Dortmund.
Gerry and The Pacemakers verzeichneten in den folgenden Jahren noch einige Charterfolge, allerdings ohne nochmals den Platz eins der Charts zu erreichen, und weiteten ihre Bekanntheit ab 1964 auch auf die USA aus. Die Band drehte sogar einen Film, Ferry Cross the Mersey (1965), dessen gleichnamiges Titellied sich ebenfalls zu einem großen Erfolg entwickelte. Ferry Cross the Mersey und viele ihrer Lieder ab 1964 wurden von Gerry Marsden geschrieben. Doch bereits Ende 1965 begann die Popularität der Gruppe zu schwinden. Möglicherweise war das auf ihr Image mit Anzügen und kurzen Haaren zurückzuführen, das im Verlaufe der 1960er-Jahre zusehends altmodisch wirkte. Auch musikalisch war keine Weiterentwicklung zu erkennen, sie setzten weiterhin auf typische Beatmusik. Die Gruppe löste sich 1967 auf.
Gerry Marsden blieb musikalisch aktiv und erreichte zweimal mit Neuaufnahmen alter Bandhits zu Spendenzwecken die Chartspitze in Großbritannien: Marsden organisierte 1985 nach der Valley-Parade-Feuerkatastrophe die aus bekannten Musikern bestehende Gruppe The Crowd mit, die eine Neuaufnahme von You’ll Never Walk Alone machten. Ferry Cross the Mersey wurde 1989 anlässlich der Hillsborough-Katastrophe von Gerry Marsden und den weiteren Liverpooler Künstlern The Christians, Holly Johnson, Paul McCartney und Stock Aitken Waterman neu aufgenommen. Die Single hielt sich drei Wochen lang auf Platz 1 der britischen Hitparade.

## Diskografie

### Studioalben
| Jahr | Titel                                  | Höchstplatzierung, Gesamtwochen, AuszeichnungChartplatzierungen (Jahr, Titel, Platzierungen, Wochen, Auszeichnungen, Anmerkungen) | Höchstplatzierung, Gesamtwochen, AuszeichnungChartplatzierungen (Jahr, Titel, Platzierungen, Wochen, Auszeichnungen, Anmerkungen) | Anmerkungen                                                       |
| Jahr | Titel                                  | UK | US | Anmerkungen                                                       |
| ---- | -------------------------------------- | --- | --- | ----------------------------------------------------------------- |
| 1963 | How Do You Like It?                    | UK2 (28 Wo.)UK | — | Erstveröffentlichung: Oktober 1963                                |
| 1964 | Don’t Let the Sun Catch You Crying     | — | US29 (12 Wo.)US | Erstveröffentlichung: Juni 1964 nur in den USA veröffentlicht     |
| 1964 | Gerry and the Pacemakers’ Second Album | — | US129 (9 Wo.)US | Erstveröffentlichung: November 1964 nur in den USA veröffentlicht |
| 1965 | Gerry's Second Album                   | — | — | Erstveröffentlichung: Januar 1965 nur in Kanada veröffentlicht    |
| 1965 | I'll Be There!                         | — | US120 (7 Wo.)US | Erstveröffentlichung: Februar 1965                                |
| 1966 | Girl on a Swing                        | — | — | Erstveröffentlichung: Dezember 1966 nur in den USA veröffentlicht |
| 1967 | Gerry and the Pacemakers... Today!     | — | — | Erstveröffentlichung: Januar 1967 nur in Kanada veröffentlicht    |
| 1981 | A Portrait of Gerry and the Pacemakers | — | — | Erstveröffentlichung: 1981                                        |
| 1983 | 20 Year Anniversary Album              | — | — | Erstveröffentlichung: Februar 1983                                |

### Livealben
- 1981: Ferry Cross the Mersey
- 1989: Live
- 2010: Gerry & the Pacemakers Live
- 2018: Live at the BBC

### Kompilationen
| Jahr | Titel                                   | Höchstplatzierung, Gesamtwochen, AuszeichnungChartsChartplatzierungen (Jahr, Titel, Platzierungen, Wochen, Auszeichnungen, Anmerkungen) | Anmerkungen                      |
| Jahr | Titel                                   | US | Anmerkungen                      |
| ---- | --------------------------------------- | --- | -------------------------------- |
| 1965 | Gerry and the Pacemakers’ Greatest Hits | US44 (22 Wo.)US | Erstveröffentlichung: April 1965 |

Weitere Kompilationen
- 1966: The Hits of Gerry and the Pacemakers
- 1967: The Best of Gerry and the Pacemakers
- 1984: The Very Best of Gerry and the Pacemakers
- 1987: The EP Collection
- 1987: The Hit Singles Album
- 1990: The Collection
- 1991: The Best of Gerry & the Pacemakers – The Definitive Collection
- 1992: The Very Best of Gerry and the Pacemakers
- 2003: The Essential Gerry and the Pacemakers

### Soundtracks
| Jahr | Titel                  | Höchstplatzierung, Gesamtwochen, AuszeichnungChartplatzierungen (Jahr, Titel, Platzierungen, Wochen, Auszeichnungen, Anmerkungen) | Höchstplatzierung, Gesamtwochen, AuszeichnungChartplatzierungen (Jahr, Titel, Platzierungen, Wochen, Auszeichnungen, Anmerkungen) | Anmerkungen                                             |
| Jahr | Titel                  | UK | US | Anmerkungen                                             |
| ---- | ---------------------- | --- | --- | ------------------------------------------------------- |
| 1965 | Ferry Cross the Mersey | UK19 Silber · (1 Wo.)UK | US13 (20 Wo.)US | Erstveröffentlichung: Soundtrack zum gleichnamigen Film |

### EPs
- 1963: How Do You Do It
- 1963: You’ll Never Walk Alone
- 1964: I’m the One
- 1964: It’s Gonna Be All Right
- 1965: Gerry in California
- 1965: Rip It Up

### Singles
| Jahr | Titel Album                                                                      | Höchstplatzierung, Gesamtwochen, AuszeichnungChartplatzierungen (Jahr, Titel, Album, Platzierungen, Wochen, Auszeichnungen, Anmerkungen) | Höchstplatzierung, Gesamtwochen, AuszeichnungChartplatzierungen (Jahr, Titel, Album, Platzierungen, Wochen, Auszeichnungen, Anmerkungen) | Anmerkungen                                                                                       |
| Jahr | Titel Album                                                                      | UK | US | Anmerkungen                                                                                       |
| ---- | -------------------------------------------------------------------------------- | --- | --- | ------------------------------------------------------------------------------------------------- |
| 1963 | How Do You Do It? Don’t Let the Sun Catch You Crying                             | UK1 (18 Wo.)UK | US9 (11 Wo.)US | Erstveröffentlichung: 1. März 1963 In den USA erst nach Wiederveröffentlichung 1964 platziert     |
| 1963 | I Like It Gerry and the Pacemakers’ Second Album                                 | UK1 (15 Wo.)UK | US17 (9 Wo.)US | Erstveröffentlichung: 24. Mai 1963                                                                |
| 1963 | You’ll Never Walk Alone How Do You Like It? / Don’t Let the Sun Catch You Crying | UK1 Platin · (22 Wo.)UK | US48 (6 Wo.)US | Erstveröffentlichung: 4. Oktober 1963 In den USA erst nach Wiederveröffentlichung 1965 platziert. |
| 1964 | I’m the One Don’t Let the Sun Catch You Crying                                   | UK2 (15 Wo.)UK | US82 (2 Wo.)US | Erstveröffentlichung: 10. Januar 1964                                                             |
| 1964 | Don’t Let the Sun Catch You Crying                                               | UK6 (11 Wo.)UK | US4 (12 Wo.)US | Erstveröffentlichung: 10. April 1964                                                              |
| 1964 | It’s Gonna Be Alright Ferry Cross the Mersey                                     | UK24 (7 Wo.)UK | US23 (8 Wo.)US | Erstveröffentlichung: 28. August 1964 In den USA erst 1965 veröffentlicht                         |
| 1964 | Ferry Cross the Mersey                                                           | UK8 (13 Wo.)UK | US6 (11 Wo.)US | Erstveröffentlichung: 11. Dezember 1964 In den USA erst 1965 veröffentlicht                       |
| 1965 | I’ll Be There                                                                    | UK15 (9 Wo.)UK | US14 (10 Wo.)US | Erstveröffentlichung: 12. März 1965                                                               |
| 1965 | Give All Your Love to Me –                                                       | — | US68 (6 Wo.)US | Erstveröffentlichung: 20. Juli 1965                                                               |
| 1965 | Walk Hand in Hand –                                                              | UK29 (7 Wo.)UK | — | Erstveröffentlichung: 29. Oktober 1965                                                            |
| 1966 | La La La Girl on a Swing                                                         | — | US90 (3 Wo.)US | Erstveröffentlichung: 11. Februar 1966                                                            |
| 1966 | Girl on a Swing                                                                  | — | US28 (9 Wo.)US | Erstveröffentlichung: 4. November 1966                                                            |

Weitere Singles
- 1965: Skinny Lizzie
- 1965: Pretend (nur in Australien)
- 1965: Reelin’ And Rockin’
- 1965: Rip It Up
- 1966: The Big Bright Green Pleasure Machine
- 1974: Remember (The Days of Rock and Roll)

### Videoalben
- 2006: Gerry & The Pacemakers: Live in Concert (Icestorm Entertainment)
- 2006: Gerry & The Pacemakers: Live in Australia
- 2010: British Invasion: Gerry & The Pacemakers – It’s Gonna Be All Right, 1963–1965